# 象さんはジェリーの味方
『象さんはジェリーの味方』（ぞうさんはジェリーのみかた、原題：Jerry-Go-Round）はトムとジェリーの短編作品の一つ。1966年製作。制作はチャック・ジョーンズ。

## 作品内容
トムに追われてサーカス小屋に逃げ込んだジェリーは、象が苦しそうに泣いている場面に遭遇する。見ると、その象の足の裏に画鋲が突き刺さっていた。ジェリーがそれを抜いてやると象は大喜び。こうして仲良くなった象とジェリーは、一躍サーカスの人気者となる。一方、トムは何度もサーカス小屋に飛び込んでジェリーを捕まえようとするが、その都度象にボコボコにされてしまう。
業を煮やしたトムは象ごとジェリーを始末しようと画策し、サーカスのパレードが通る先にダイナマイトを仕掛けるが、力強く歩いて来た象によってダイナマイトがトムのいるマンホールの中に落下した・・・。

### 備考
今作のオープニングは、トムとジェリーが追いかけっこをしている場面で作品タイトルと製作スタッフ名を表示（表示中はトムとジェリーが静止）、エンディングは、トムが「THE END」と書かれた白旗を掲げる（日本語の音声では男性（声:不明）の「おしまい」のナレーションが入る）演出が用いられている。

## 登場キャラクター
トム
サーカス小屋へ逃げ込んだジェリーを追いかけ捕まえようとするが、逆に象の鼻に捕まりボコボコにされる。その後もジェリーの捕獲に挑み続けるも幾度となく攻撃をかわされ、象とジェリーが意気投合したのを見て嫉妬。ジェリーを連れ戻すべく自らサーカス演技に乱入して様々な罠を仕掛けるも、ジェリーと仲良くなった象の前に歯が立たず、逆に自身が酷い目に遭う。度重なる象の反撃に業を煮やすと、最後の手段として「サーカスパレードの通り道に爆弾を仕掛けて自身はマンホール内に隠れ、象に発破レバーを踏ませて自爆させる」方法で象とジェリーを捕まえようとするが、路上に仕掛けた爆弾は象の歩行とパレードの演奏による振動でマンホール内へ落下。そのまま蓋を閉じてしまい象が発破レバーを踏み潰したため自身が爆発に巻き込まれ、ついに「THE END」と書かれた降参の白旗を（マンホール蓋の穴越しに）上げた。
ジェリー
トムの攻撃をかわそうとサーカス小屋へ逃げ込んだ時、画鋲が前足に刺さり痛がっている象を見つけて画鋲を抜いてあげ・感謝されたのが縁で象と意気投合。自身を捕まえようと近づいてきたトムが象の鼻に捕まってボコボコにされる場面を見ると、「トムに勝てる自信」をつけて満面の笑みを浮かべた。やがて「画鋲が前足に刺さり痛がっていた象を（画鋲を抜いてあげる方法で）助けた手柄が評価」されて（象が所属する）サーカス団に雇われ・象と息の合った演技を披露して観客を魅了すると共に、トムに捕まりそうになっても（鼻に息で吸着してもらうなどして）ボディーガードとなった象に守られる。パレード参加時は、先頭で象が大太鼓を（鼻でバチを持って）叩きながら押して歩くドラムセットのシンバル上に座ってトランペットを奏でた。
サーカスの象
足に刺さっていた画鋲を抜いてくれたネズミのジェリーに感謝し、それが縁で彼と意気投合（象は元来ネズミが苦手で、当初はジェリーを見ると怖がっていたが、ジェリーが画鋲を抜いてくれたことで仲間として迎え入れた）。サーカスで息の合った演技を披露すると共に、ジェリーのボディーガードとなってネコのトムをあらゆる手段で撃退する。パレード参加時はトムが仕掛けた爆弾の発破レバーを右前足で踏み潰し、トムが隠れていたマンホール内へ落下した爆弾を爆発させてトムを退治した。
地底の悪魔
ジェリーを追いかけているうちに飛び込み台より転落して地下深くへ突っ込んできたトムをフォークで掴み、地上へ追い出した。

## 日本でのテレビ放映
1980年頃、日本テレビ系「木曜スペシャル・おかしなおかしな トムとジェリー 大行進」の枠内で放映され、その後も再放送された。DVDにも収録。